# Mạt pháp
Mạt Pháp (tiếng Trung: 末法/Mòfǎ; tiếng Nhật: Mappō 末法) hay còn gọi là thời mạt pháp, trong tư tưởng Phật giáo Đại thừa Đông Á nhất là Tịnh độ tông, là từ chỉ giai đoạn ở đó các giáo lý mà Phật dạy (Pháp) trở nên mai một (Mạt) và chỉ còn hình thức. Trong giai đoạn Mạt Pháp đa số tu sĩ và tín đồ không hiểu hoặc hiểu sai Phật pháp. Thời điểm Mạt Pháp bắt đầu được cho là 1500 năm sau khi Thích Ca nhập niết bàn. Mạt Pháp là giai đoạn tiếp sau Chánh pháp (Saddharma-kāla/正法) và Tượng pháp (Saddharma-pratirūpaka-kāla/像法). Mạt Pháp được nhắc đến trong các kinh điển Đại Thừa, ví dụ như trong Đại Tập Kinh giải thích rằng đây là "giai đoạn của các xung đột" khi những cuộc cãi vã và tranh chấp sẽ nảy sinh giữa những người tuân theo lời dạy của Phật và chân lý sẽ bị che khuất và mất đi. Trong thời đại này, Phật giáo sẽ mất đi khả năng cứu khổ cho người dân, vì những người được sinh ra trong thời Mạt pháp không có hạt giống của Phật quả gieo vào họ.
Trong Kinh Diệu Pháp Liên Hoa, chương 21, Phật tiên đoán rằng một boddhisatva sẽ được sinh ra trong thời Mạt pháp với trách nhiệm quảng bá Phật giáo, giúp xóa đi bóng tối và đưa con người tới chứng ngộ. Phật giáo Nichiren tại Nhật Bản tin rằng Nichiren (1222-1282) chính là vị boddhisatva đã được Phật nhắc tới trong Kinh Diệu Pháp Liên Hoa khi ông tuyên bố rằng bộ kinh này là phù hợp nhất cho thời Mạt pháp. Nichiren nói rằng mọi Phật tử cần quảng bá kinh này ngay cả khi bị đe dọa. Bản thân Nichiren bị phản đối và bị đưa ra tòa án nhiều lần, dẫn đến việc ông bị đi đày, nhưng ông coi đó là một phần nhiệm vụ của ông trong cuộc đời và coi đây là cách để hóa giải nghiệp lực.:35–36